# CA Temperley
Club Atlético Temperley is een Argentijnse voetbalclub uit Temperley.

## Geschiedenis
De club werd in 1912 opgericht als Club de Foot-ball Centenario. In 1917 sloot de club zich bij de bond aan. De huidige naam werd in 1921 aangenomen. In 1924 werd de club tweede achter CA Boca Juniors. Nadat de twee concurrerende competities fuseerden trok de club zich terug uit de competitie. Later sloot Temperley zich weer aan maar moest wel in de tweede klasse gaan spelen. In 1932 fuseerde de club met Argentino de Banfield en werd zo Argentino de Temperley, maar nam in 1934 opnieuw de naam CA Temperley aan.
In 1974 promoveerde de club opnieuw naar de hoogste klasse, waar de club met enkele onderbrekingen acht seizoenen speelde tot 1987. Twee jaar later degradeerde de club nog verder door en in 1991 werd de club zelfs failliet verklaard. Pas twee jaar later mocht de club terug wedstrijden spelen en moest in de Primera C starten. De club promoveerde wel meteen naar de Primera B Metropolitana. Ook het volgende seizoen werd promotie afgedwongen, maar dan werd de opmars gestopt en volgde weer een degradatie.

## Tenues
| 1912–17 | 1917–heden |

### Tijdelijke uniformen
| 1930 | 1960 1 | 1964 2 | 1969–71 3 | 1974 4 |

Legende:
- 1 Gedragen in tweede helft van een wedstrijd tegen Deportivo Morón.
- 2 Gedragen tijdens sommige wedstrijden dat seizoen.
- 3 Gedragen tijdens Primera B seizoen.
- 4 Gedragen tijdens Primera B seizoen.